# 大学コンソーシアムやまがた
大学コンソーシアムやまがた（だいがくコンソーシアムやまがた）とは、山形県内高等教育の充実を図るとともに、県民や産業界等との連携を推進・強化し、地域の発展に貢献するための情報発信交流、多様な学習需要への対応、大学間・地域との連携・交流に関する企画調整事業等を行う連合組織。愛称は「ゆうキャンパス」。
事務局は、山形県山形市小白川キャンパスにある山形大学大学連携推進室内にある。

## 加盟団体

### 村山地方
国立大学
- 山形大学（山形市、米沢市、鶴岡市）

公立大学
- 山形県立保健医療大学（山形市）

公立職業能力開発短期大学校
- 山形県立産業技術短期大学校（山形市、酒田市）

私立大学
- 東北芸術工科大学（山形市）
- 放送大学山形学習センター（山形市）
- 東北文教大学（山形市）

私立短期大学
- 東北文教大学短期大学部（山形市）
- 羽陽学園短期大学（天童市）

### 庄内地方
私立大学
- 東北公益文科大学（酒田市）

国立高等専門学校
- 鶴岡工業高等専門学校（鶴岡市）

### 最上地方
道府県農業大学校
- 山形県立農業大学校（新庄市）

### 置賜地方
公立短期大学
- 山形県立米沢女子短期大学（米沢市）

### その他
- 山形県

## 大学等合同説明会
大学コンソーシアムやまがたでは、「大学等合同説明会」および「ガイダンスセミナー」を大学入試センターとの共催で開催している。

## ゆうキャンパス単位互換
ゆうキャンパス単位互換とは、大学コンソーシアムやまがたの会員である学校同士での単位互換を制度化し、学生の交流を促進するシステムのこと。eラーニングの推進も行っている。
1年次（鶴岡工業高等専門学校は4年次）から履修できる。また、山形県立産業技術短期大学校の学生は聴講のみ可能で、単位は修得できない。

## 学生活動
異なる大学等に在学する学生同士が運営組織を作り実施する活動など、まちや地域の賑わいを創出し、地域交流や活性化に貢献する学生交流・連携活動支援を地域活動部会が中心となり事業を進めている。

## 公開シンポジウム、フォーラム
山形県内大学等の公開講座・セミナー等の案内、ゆうキャンパスシンポジウムの開催を行っている。

## 高大連携事業
高校生・中学生と科学者との語り合いの場としてのサイエンスカフェや高大連携フォーラム、高校生向け理工系キャンペーン事業を行っている。